# Роудс, Джордан
Джо́рдан Люк Ро́удс (англ. Jordan Luke Rhodes; родился 5 февраля 1990 года, Олдем, Англия) — шотландский футболист, нападающий английского клуба «Блэкпул»» и сборной Шотландии.

## Начало карьеры
Джордан родился в Олдеме, где его английский отец — голкипер Энди Роудс — выступал за местный клуб «Олдем Атлетик». Затем переехал в Шотландию, где его отец выступал за клубы «Данфермлин Атлетик» и «Сент-Джонстон». В 2004 году Роудс-старший получает должность тренера вратарей в «Ипсвич Таун» и его сын отправляется вслед за ним в молодёжную академию этого клуба из Барнсли за £5000.

## Клубная карьера

### «Ипсвич Таун»
В первом в «Ипсвиче» сезоне Джордан забил более 40 мячей за молодёжные команды до 16 и 18 лет, а также за резервную команду. Роудс получил вызов в сборную Англии до 17 лет, но выбыл из заявки из-за травмы. Начало сезона 2007/08 он провел в месячной аренде в клубе Конференции «Оксфорд Юнайтед». Здесь Джордан успел сыграть в 4 матчах чемпионата и 2 матчах Кубка, в каждом из которых забил по мячу. Свой первый официальный матч за «Ипсвич» он провёл в том же сезоне 2007/08, выйдя на замену в игре с «Бернли». 9 апреля 2008 года Джордан забил свой первый мяч за «Ипсвич», отличившись на 73-й минуте матче с «Кардифф Сити».
12 сентября 2008 года Роудс отправился в месячную аренду в клуб Лиги Два «Рочдейл», где в пяти матчах отличился двумя голами. 23 января 2009 года Джордан перебрался в аренду до конца сезона в другой клуб Лиги Два «Брентфорд» и уже через неделю — 31 января — оформил хет-трик в матче с «Шрусбери Таун», став самым молодым игроком в истории «Брентфорда», оформившим хет-трик. Роудс помог своему клубу выиграть Лигу Два, забив ещё 4 мяча в оставшихся матчах сезона.

### «Хаддерсфилд Таун»
31 июля 2009 года Джордан Роудс подписал четырёхлетний контракт с «Хаддерсфилдом», сумма трансфера из «Ипсвича» не раскрывается. Сезон 2009/10 Роудс начал отлично, забив в шести матчах шесть мячей. 10 октября он побил рекорд Дикси Дина, державшийся около 70 лет, оформив хет-трик в ворота «Эксетер Сити» всего за 8 минут.
Два сезона подряд — 2009/10 и 2010/11 — Роудс становился лучшим бомбардиром команды, забивая гол примерно каждые 120 минут. Сезон 2011/12 стал лучшим в карьере Джордана — забив 36 голов в 40 матчах чемпионата он стал лучшим бомбардиром Лиги Один и был признан игроком года турнира. Роудс помог своему клубу вернуть место в Чемпионшипе спустя почти 10 лет после вылета. Также он побил рекорд «Хаддерсфилда» по количеству голов за один сезон, державшийся с 20-х годов прошлого века и вышел на 8-е место в списке лучших бомбардиров клуба всех времен, проведя в нём всего 3 сезона.

### «Блэкберн Роверс»
30 августа 2012 года за £8 млн перешёл в «Блэкберн Роверс». Дебютировал 1 сентября в гостевой игре против «Лидс Юнайтед» (3:3). 15 сентября Джордан отметился дублем в ворота «Бристоль Сити», чем помог «роверс» добиться победы (5:3).
10 июля 2014 продлил контракт с "Роверс" до 2019 года.

### «Мидлсбро»
1 февраля 2016 года Роудс перешёл в «Мидлсбро», подписав контракт сроком на 4,5 года. Сумма трансфера составила около £9 млн.
9 февраля форвард забил дебютный гол в составе «Боро», отличившись на 90-й минуте в гостевой встрече против «Милтон-Кинс Донс» (1:1). Забив в общей сложности 6 мячей в 18 играх, Джордан помог «Мидлсбро» завоевать путёвку в Премьер-лигу по итогам сезона.

### «Шеффилд Уэнсдей»
1 февраля 2017 года на правах аренды с обязательным правом выкупа Роудс перешёл в клуб Чемпионшипа «Шеффилд Уэнсдей». 10 февраля, уже в своей второй игре, нападающий забил первый гол в составе «сов» и помог своей команде одержать разгромную победу над «Бирмингем Сити» (3:0).

## Сборная
Роудс получил возможность выступать за шотландскую сборную так как прожил в Шотландии более пяти лет, когда его отец выступал за местные клубы. 24 марта 2011 года Роудс дебютировал за молодёжную сборную Шотландии в проигранном шотландцами со счетом 0:1 товарищеском матче с Бельгией. Первый мяч за молодёжку он забил 6 октября 2011 вместе с хет-триком в ворота Люксембурга (победа шотландцев 5:1). Через четыре дня Джордан отметился дублем в ворота Австрии (ничья — 2:2). Также Роудс поспособствовал голом победе шотландцев над Нидерландами — 2:1 и сделал дубль в выездном матче с Болгарией (2:2). Таким образом, забив 8 мячей всего в 8 играх Джордан Роудс стал одним из лучших бомбардиров в истории молодёжной сборной Шотландии.
За главную сборную Роудс дебютировал 11 ноября 2011 года в выездном матче с Кипром, выйдя на замену на 87 минуте. Шотландия выиграла этот матч со счетом 2:1, а после игры Джордан признался журналистам: «Не было сомнений, что я присоединюсь к Шотландии. Я насквозь шотландец. У меня были все майки сборной в детстве, я рос болея за Шотландию. Я сохраню свою майку, это будет приятно повесить её дома в рамке. Я согласен на четверть успеха последнего игрока сборной Шотландии из Хаддерсфилда… Денниса Лоу».

## Достижения
- Победитель Лиги Два: 2008/09 (1-е место)
- Победитель Лиги Один: 2011/12 (плей-офф)
- Победитель Футбольной лиги Англии: 2015/16 (2-е место)

## Клубная статистика
| Клуб                     | Сезон                  | Чемпионат | Чемпионат | Кубок | Кубок | Кубок Лиги | Кубок Лиги | Плей-офф | Плей-офф | Итого | Итого |
|                          | Сезон                  | Игры      | Голы      | Игры  | Голы  | Игры       | Голы       | Игры     | Голы     | Игры  | Голы  |
| ------------------------ | ---------------------- | --------- | --------- | ----- | ----- | ---------- | ---------- | -------- | -------- | ----- | ----- |
| Ипсвич Таун              | 2007/08                | 8         | 1         | 0     | 0     | 0          | 0          | 0        | 0        | 8     | 1     |
| Оксфорд Юнайтед (аренда) | 2007/08                | 4         | 0         | 1     | 2     | 0          | 0          | 0        | 0        | 5     | 2     |
| Ипсвич Таун              | 2008/09                | 2         | 0         | 0     | 0     | 0          | 0          | 0        | 0        | 2     | 0     |
| Рочдейл (аренда)         | 2008/09                | 5         | 2         | 0     | 0     | 0          | 0          | 0        | 0        | 5     | 2     |
| Брентфорд (аренда)       | 2008/09                | 14        | 7         | 0     | 0     | 0          | 0          | 0        | 0        | 14    | 7     |
| Всего за «Ипсвич»        | Всего за «Ипсвич»      | 10        | 1         | 0     | 0     | 0          | 0          | 0        | 0        | 10    | 1     |
| Хаддерсфилд Таун         | 2009/10                | 45        | 19        | 3     | 1     | 2          | 3          | 2        | 0        | 53    | 23    |
| Хаддерсфилд Таун         | 2010/11                | 38        | 16        | 4     | 1     | 1          | 1          | 2        | 0        | 48    | 12    |
| Хаддерсфилд Таун         | 2011/12                | 40        | 36        | 0     | 0     | 1          | 2          | 3        | 2        | 45    | 40    |
| Всего за «Хаддерсфилд»   | Всего за «Хаддерсфилд» | 122       | 71        | 7     | 2     | 4          | 6          | 7        | 2        | 146   | 85    |
| Блэкберн Роверс          | 2012/13                | 43        | 25        | 5     | 1     |            |            |          |          |       |       |
| Блэкберн Роверс          | 2013/14                |           |           |       |       |            |            |          |          |       |       |
| Всего за карьеру         | Всего за карьеру       | 155       | 80        | 8     | 4     | 4          | 6          | 7        | 2        | 180   | 97    |

(откорректировано по состоянию на 1 июня 2012)